# Landgravi

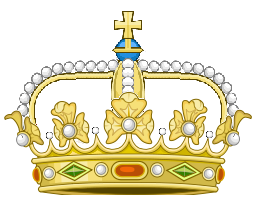
Representació de la corona usada pel títol.

Landgravi —Landgrave (anglès), Landgraf (alemany)— va ser un títol nobiliari usat normalment al Sacre Imperi i després en els territoris derivats d'aquest, comparable al de príncep sobirà, encara que etimològicament significa “comte d'un land”, que té un deure feudal directament amb l'emperador. La seva jurisdicció s'expandia de vegades a extensions considerables, sense estar subjugat a un càrrec intermedi, com el duc, bisbe o comte palatí. El landgravi exercia drets de sobirania; el seu poder de decisió era comparable al de príncep. El terme va aparèixer per primera vegada en la Baixa Lotaríngia a 1086. La forma femenina és landgravina, el càrrec o el territori governat pel landgravi és el landgraviat (com el Landgraviat de Turíngia o el de Hessen).